# U 4 (U-Boot, 1935)
U 4 war ein deutsches U-Boot vom Typ II A, das im Zweiten Weltkrieg von der Kriegsmarine eingesetzt wurde.

## Geschichte
Der Bauauftrag für das Boot wurde am 2. Februar 1935 an die Deutsche Werke Kiel vergeben. Die Kiellegung erfolgte am 11. Februar 1935, der Stapellauf am 31. Juli 1935, die Indienststellung unter Kapitänleutnant Hannes Weingärtner am 17. August 1935.
Das Boot gehörte zu den ersten U-Booten, die nach dem Deutsch-Britischen Flottenabkommen auf Kiel gelegt wurden. Nach der Indienststellung gehörte das Boot bis September 1939 als Schulboot zum Schulverband der U-Bootschule bzw. der U-Bootschulflottille. Beim Überfall auf Polen diente es von September bis Oktober 1939 als Frontboot, bevor es vom Oktober 1939 bis Februar 1940 wieder als Schulboot dieser Flottille zugeordnet wurde. Beim Unternehmen Weserübung, der Besetzung Norwegens, wurde es von März 1940 bis April 1940 erneut als Frontboot eingesetzt, um nach der Besetzung Norwegens wieder als Schulboot zu dienen, zunächst wieder in Neustadt und dann vom 1. Juli 1940 bis zum 31. Juli 1944 in Pillau mit der dorthin verlegten und nunmehr 21. U-Flottille genannten U-Bootschulflottille.
U 4 unternahm vier Feindfahrten, auf denen es drei Schiffe mit einer Gesamttonnage von 5.133 BRT sowie ein Unterseeboot mit 1.325 t versenkte.

## Einsatzstatistik

### Erste Feindfahrt
Das Boot lief am 4. September 1939 um 20 Uhr von Wilhelmshaven aus und am 14. September 1939 um 9 Uhr wieder dort ein. Auf dieser neun Tage dauernden und 553 sm über und 224 sm unter Wasser langen Unternehmung in der Nordsee, im westlichen Skagerrak, wurden keine Schiffe versenkt oder beschädigt.

### Zweite Feindfahrt
Das Boot lief am 19. September 1939 um 12:30 Uhr von Wilhelmshaven aus und am 29. September 1939 um 23 Uhr in Kiel ein. Auf dieser 10 Tage dauernden und 980,7 sm über und 223,1 sm unter Wasser langen Unternehmung vor Südnorwegen wurden drei Schiffe mit 5.133 BRT versenkt.
- 23. September 1939: Versenkung des finnischen Dampfers Martti Ragnar (2.262 BRT) durch drei Sprengladungen. Er hatte Zellulose, Schwefel und Holzschliff geladen und befand sich auf dem Weg von Kemi nach Ellesmere Port. Es gab keine Toten, 24 Überlebende.
- 23. September 1939: Versenkung des finnischen Dampfers Walma (1.361 BRT) (Lage) durch Sprengladungen. Er hatte 1622,4 t Zellulose geladen und befand sich auf dem Weg von Wyborg nach Ellesmere. Es gab keine Toten, 18 Überlebende.
- 24. September 1939: Versenkung des schwedischen Dampfers Gertrud Bratt (1.510 BRT) (Lage) durch einen G7a-Torpedo. Er hatte Papier, Papierbrei, Meterware und Zellulose geladen und befand sich auf dem Weg von Norrköping über Göteborg nach Bristol. Es gab keine Toten, 20 Überlebende.

Während dieser Feindfahrt wurden insgesamt 20 Schiffe auf Banngut kontrolliert.

### Dritte Feindfahrt
Das Boot lief am 16. März 1940 um 8 Uhr mit U 3 von Kiel aus und am nächsten Tag um 16:35 Uhr in Wilhelmshaven ein zum Auffrischen der Vorräte. Die Besatzung übernachtete dort und lief am nächsten Tag um 09:35 Uhr wieder mit U 3 aus. U 4 lief am 29. März 1940 um 23:25 Uhr in Wilhelmshaven ein. Auf dieser 11 Tage dauernden und zirka 970 sm über und 126 sm unter Wasser langen Unternehmung in der Nordsee, dem westlichen Skagerrak und vor Lindesnes, wurden keine Schiffe versenkt oder beschädigt. Am 26. März 1940 erhielt es einen Notruf von U 21, das vor der Insel Odknuppen am Eingang zum Odfjord in Norwegen auf Grund gelaufen war und es aus eigener Kraft nicht schaffte, freizukommen. Dies wurde jedoch ignoriert, weil andere Boote näher dran waren.

### Vierte Feindfahrt
Das Boot lief am 4. April 1940 um 12 Uhr von Wilhelmshaven zum Unternehmen Weserübung aus und am 14. April 1940 um 10:25 Uhr wieder dort ein. Auf dieser neun Tage dauernden und circa 900 sm langen Unternehmung wurde vor Stavanger, Südnorwegen, ein U-Boot versenkt.
- 10. April 1940: Versenkung des britischen U-Bootes Thistle (1.325 t) (Lage) durch einen Torpedo. Es war ein Totalverlust mit 53 Toten.

Dasselbe U-Boot hatte bereits zuvor U 4 am 9. April 1940 um 17:05 Uhr mit vier Torpedos angegriffen. (Lage) Sie verfehlten ihr Ziel und detonierten später.

### Erfolge
| Datum              | Name          | Nationalität           | Tonnage (BRT) |          |
| ------------------ | ------------- | ---------------------- | ------------- | -------- |
| 23. September 1939 | Martti Ragnar | Finnland               | 2.262         | versenkt |
| 23. September 1939 | Walma         | Finnland               | 1.361         | versenkt |
| 24. September 1939 | Gertrud Bratt | Schweden               | 1.510         | versenkt |
| 10. April 1940     | HMS Thistle   | Vereinigtes Königreich | 1.325         | versenkt |

## Verbleib
U 4 wurde am 1. August 1944 in Gotenhafen außer Dienst gestellt und ausgeschlachtet. In diesem Zustand fanden es am 29. März 1945 die sowjetischen Truppen vor, die es wahrscheinlich schon kurz nach Kriegsende abwrackten. Die Position war 54° 32′ 0″ N, 18° 33′ 0″ O